# Коммунары (Ленинградская область)
Коммунары (до 1948 года Мюллюпельто, фин. Myllypelto) — посёлок в Ларионовском сельском поселении Приозерского района Ленинградской области.

## Название
Топоним Мюллюпельто в дословном переводе означает Мельничное поле.
По постановлению общего собрания рабочих и служащих совхоза «Петровский» зимой 1948 года деревня Мюллюпельто получила наименование Заболотье, но полгода спустя его заменили на Коммунары. Переименование было закреплено указом Президиума ВС РСФСР от 1 октября 1948 года.

## История
Упоминается в 1745 году на карте Ингерманландии и Карелии, как деревня Пелдо.

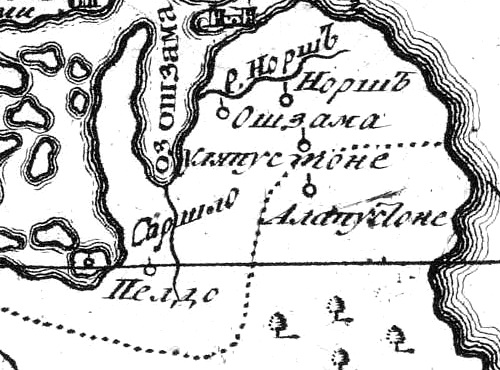
Деревня Пелдо русской на карте 1745 года

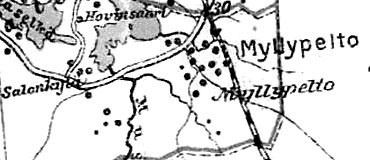
Деревня Мюллюпельто на финской карте 1923 года

До 1939 года деревня Мюллюпельто входила в состав волости Ряйсяля Выборгской губернии Финляндской республики.
С января 1940 года — в составе Карело-Финской ССР.
С 1 августа 1941 года по 31 июля 1944 года финская оккупация.
С 1 ноября 1944 года в составе Мюллюпельтского сельсовета Кексгольмского района Ленинградской области.
С 1 октября 1948 года учитывается как посёлок Коммунары в составе Коммунарского сельсовета Приозерского района. В ходе укрупнения хозяйства к посёлку были присоединены соседние селения Мякря-Песя, Хепохарью и Хири.
С 1 февраля 1963 года — в составе Выборгского района.
С 1 января 1965 года — вновь в составе Приозерского района. В 1965 году население посёлка составляло 835 человек. 
По данным 1966 года посёлок Коммунары входил в состав Кротовского сельсовета и являлся его административным центром.
По данным 1973 и 1990 годов посёлок Коммунары входил в состав Ларионовского сельсовета.
В 1997 году в посёлке Коммунары Ларионовской волости проживали 1125 человек, в 2002 году — 1013 человек (русские — 91 %).
В 2007 году в посёлке Коммунары Ларионовского СП проживали 1030 человек, в 2010 году — 979 человек.

## География
Посёлок расположен в северной части района на автодороге 41К-185 (Комсомольское — Приозерск) в месте примыкания к ней автодороги 41К-259 (Коммунары — Малая Горка). 
Расстояние до административного центра поселения — 12 км.
В посёлке расположена железнодорожная станция Мюллюпельто.
Через посёлок протекает Мельничный ручей.

## Демография
| 2007 | 2010 | 2017 |
| ---- | ---- | ---- |
| 1030 | ↘979 | ↘969 |

## Улицы
Берёзовая, Выборгская, Железнодорожная, Ленинградская, Лесная, Медовая, Мельничная, Новая, Озёрная, Речная, Родниковый переулок, Садовая, Центральная, Школьная.